# سيمون واتسون
سيمون واتسون هو لاعب هوكي الجليد كندي، ولد في 3 أبريل 1980 في واترلو في كندا.

## وصلات خارجية
- سيمون واتسون على موقع EliteProspects.com (الإنجليزية)
- سيمون واتسون على موقع HockeyDB.com (الإنجليزية)